# Morbus Stargardt
Morbus Stargardt ist eine sehr seltene angeborene Erkrankung mit bereits im jugendlichen Alter auftretender Makuladegeneration (Erkrankung des Punktes des schärfsten Sehens) beidseits.
In einigen Fällen konnte keine genetische Ursache nachgewiesen werden. Es sind bislang vier beteiligte Genorte beschrieben worden.
Synonyme sind: Fundus flavimaculatus; Stargardt Makuladystrophie; Behr-Syndrom II; Stargardt-Makuladegeneration; Makuladegeneration, familiäre, juvenile; Tapetoretinale Degeneration vom makulären juvenilen Typ; Stargard-Syndrom (Falschschreibung); englisch Retinal dystrophy, early-onset severe; Macular dystrophy with flecks
Die Erkrankung ist nicht mit der Multifokalen Musterdystrophie (vorgetäuschte Stargardt-Krankheit) zu verwechseln, die sich erst im Erwachsenenalter bemerkbar macht.

## Verbreitung
Die Häufigkeit wird mit 1 bis 5 / 10 000 angegeben, die Vererbung erfolgt autosomal-rezessiv.

## Ursache
Je nach zugrunde liegender Mutation können folgende Typen unterschieden werden:
- STGD1 mit Mutationen im ABCA4-Gen auf Chromosom 1 Genort p22.1, autosomal-rezessiv, weitaus häufigste Form[5]
- STGD3 mit Mutationen im ELOVL4-Gen auf Chromosom 6 an q14.1, autosomal-dominant[6]
- STGD4 mit Mutationen im PROM1-Gen auf Chromosom 4 an p15.32, autosomal-dominant[7]

In den Sehzellen wird unter Lichteinfluss Sehpurpur (11-cis-Retinal) in Sehgelb (all-trans-Retinal) umgewandelt, das mit Phosphatidylethanolamin (PE) konjugiert und durch eine Membran-ATPase (codiert durch das ABCA4-Gen) aus den Sehzellen herausgeschafft wird. Mutationen in dem ABCA4-Genprodukt führen zur Ansammlung von giftigen Abbauprodukten von Sehgelb in den Sehzellen, die häufigste Ursache von Morbus Stargardt.

## Klinische Erscheinungen
Klinische Kriterien sind:
- Krankheitsbeginn zwischen dem 6. und 25. Lebensjahr
- fortschreitende beidseitige Verschlechterung der Sehschärfe, selten Erblindung, häufig Beteiligung der Peripherie
- Rot-Grün-Farbenfehlsichtigkeit
- eventuelle Photophobie

Es besteht eine familiäre Häufung mit Nierensteinen, interstitieller Nephritis und Nonne-Marie-Syndrom.

## Diagnostik
Auffällig sind Ablagerungen im Pigmentepithel der Netzhaut, die mit einer vermehrten Autofluoreszenz einhergehen und in einigen Fällen auch funduskopisch als fleckige Gelbfärbungen der Netzhaut sichtbar sind, weshalb die Krankheit auch als Fundus flavimaculatus bekannt ist. Die Diagnose wird meist mit dem multifokalen Elektroretinogramm gestellt.
Das Erlöschen des fovealen Reflexes ist oft erstes Zeichen der Erkrankung.

## Differentialdiagnose
Abzugrenzen sind:
- Åland Island-Augenkrankheit, Synonyme: Albinismus, okulärer, Typ Forsius-Eriksson; Forsius-Eriksson-Syndrom[8]
- Best vitelliforme Makuladegeneration[9]
- Chloroquin-Makulopathie
- Diallinas-Amalric-Syndrom
- dominante Drusen der Bruchmembran
- Farbenblindheit
- Multifokale Musterdystrophie
- Zapfen-Stäbchen-Dystrophie
- Zentrale areoläre Aderhautdystrophie (CACD)[10]

## Verlauf
In der Pubertät verschlechtert sich die Sehschärfe im zentralen Sehfeld bis auf etwa 0,1, sodass die Lesefähigkeit im Verlauf verloren gehen kann. Möglich ist auch ein über Jahre oder Jahrzehnte stabiler Visus von 0,2 bis 0,3. Eine vollständige Erblindung droht indes nicht. Die Erkrankung beschränkt sich auf den Bereich des scharfen Sehens, während das Gesichtsfeld intakt ist. Die Ausbildung einer außerhalb des Zentralskotoms liegenden exzentrischen Fixation bei Patienten mit Morbus Stargardt erfolgt in 3 Stufen: Neben einer zentralen Fixation lässt sich zunächst ein Wechsel zwischen zentraler und außerhalb des Zentralskotoms gelegener Fixation beobachten, ehe eine dauernde Fixationsverlagerung eintritt. Dieses wechselnde Fixationsverhalten kann die Beschwerden der Patienten beim Lesen und die Schwierigkeiten beim Versorgen mit Sehhilfen erklären. Weitere Symptome sind erhöhte Blendungsempfindlichkeit, Farbsinnstörung, Zentralskotom.

## Therapie
Bisher ist keine ursächliche Therapie verfügbar. Nach dem heutigen Wissensstand ist von der Einnahme von hoch dosiertem Vitamin A eher abzuraten, da dies zu einer Verschlechterung des Stoffabbaus in der Makula beitragen könnte. Betroffenen kann der Einsatz von vergrößernden optischen und elektronischen Sehhilfen den Alltag erleichtern.
2012 wurde entdeckt, dass der Wirkstoff Soraprazan möglicherweise in der Lage ist, Lipofuszin aus den retinalen Pigmentepithelzellen zu entfernen.  Dem Wirkstoff wurde 2013 der Orphan-Drug-Status für die Behandlung von Morbus Stargardt von der European Kommission zugelassen. Die klinische Wirksamkeit muss vor einer Zulassung aber noch nachgewiesen werden. Seit Januar 2019 läuft eine Phase-II-Wirksamkeitsstudie mit Soraprazan.
Mittlerweile gibt es auf Basis von embryonalen Stammzellen neue Therapiemöglichkeiten. Seit April 2011 laufen die einzigen zwei von der US-amerikanischen Food and Drug Administration (FDA) genehmigten Patientenversuche. Hier werden ältere Patienten mit trockener Makuladegeneration (AMD) und jüngere Patienten mit Morbus Stargardt mit Zellen des retinalen Pigmentepithels (RPE) behandelt, d. h. ihnen werden 50–200.000 RPE-Zellen in die Netzhaut eines Auges injiziert. Diese Zellen werden aus embryonalen Stammzellen gewonnen, ohne dass ein Embryo zerstört wird (patentierte Blastomeretechnik, ähnlich der PID-Diagnostik). Mittlerweile sind über 40 Patienten in vier Augenkliniken der USA und zwei in Großbritannien behandelt worden. Im Oktober 2014 erschien in The Lancet ein Peer-Review Artikel. Ihm zufolge habe die Mehrzahl der Patienten signifikante Sehverbesserungen aufgewiesen. Das hat die FDA dazu bewogen, auch für jüngere Patienten eine Versuchsreihe zu genehmigen. Grundsätzlich beginnen solche Versuche mit älteren Patienten, die schon eine fortgeschrittene Erkrankung ihrer Sehleistung haben. Vorrangig geht es um die sichere Verwendung der Therapie. Ende März 2015 werden bei der CHA (Pharma-Unternehmen in Südkorea) auch erste Ergebnisse von mit RPE-Zellen behandelten Patienten veröffentlicht. Die Versuche werden von dem Pharma-Unternehmen OCATA Therapeutics (früher ACTC) unter der Führung von Robert Lanza durchgeführt. Im Mai 2015 sollte eine breit angelegte Phase II erfolgen.

## Geschichte
Die Krankheit ist nach dem Arzt Karl Stargardt benannt, der sie 1909 während seiner Tätigkeit an der Augenklinik in Bonn beschrieben hat.
Die Bezeichnung Behr-Syndrom II bezieht sich auf eine Veröffentlichung von Carl Julius Peter Behr 1920.